# Necroscia ovata
Necroscia ovata är en insektsart som beskrevs av Chen, S.C. och Yun He He 2008. Necroscia ovata ingår i släktet Necroscia och familjen Diapheromeridae. Inga underarter finns listade i Catalogue of Life.